# 聖衣 (天主教)
聖衣在天主教可以指三種宗教物品：

## 修士

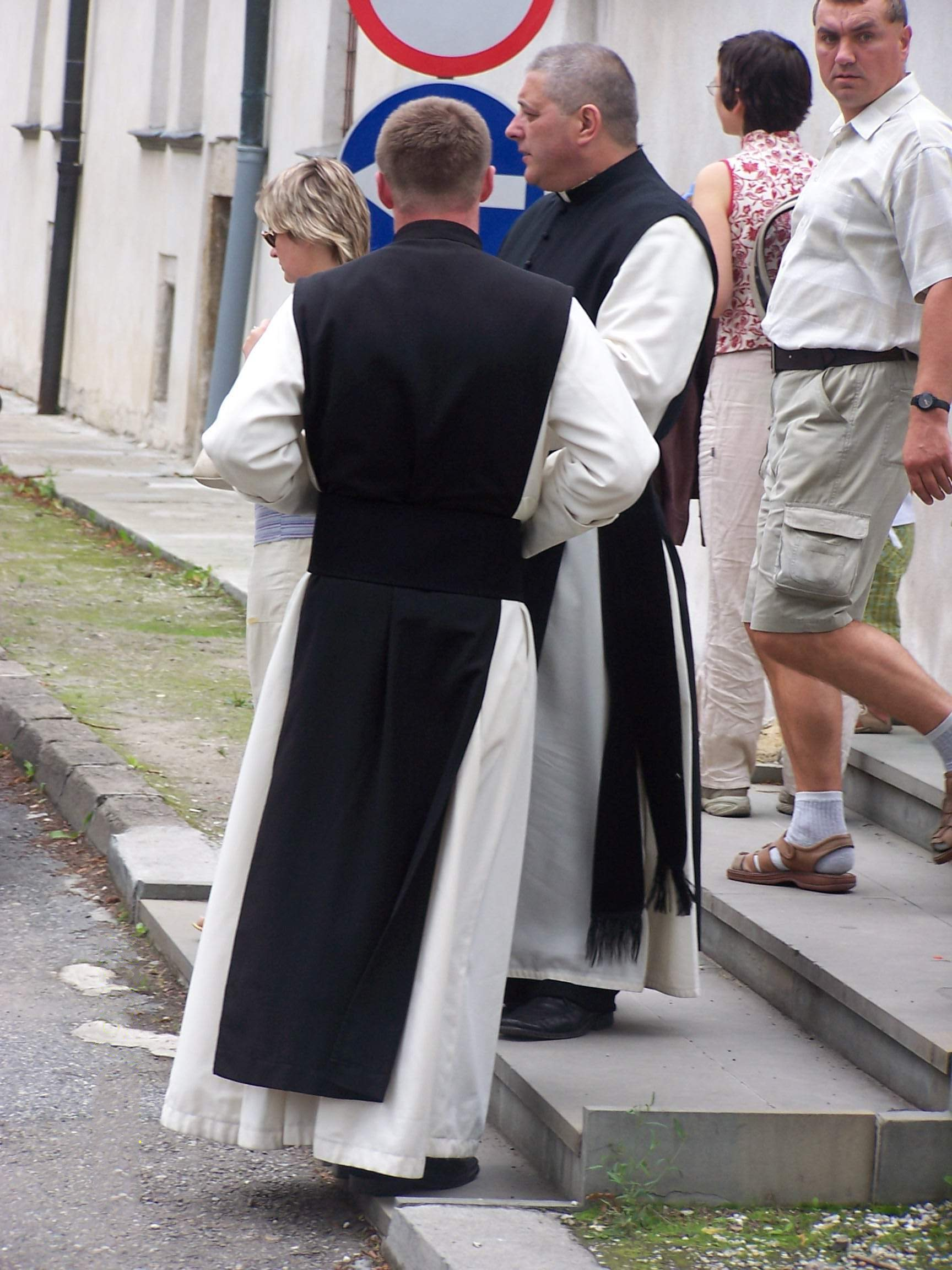
21-世紀熙笃会修士穿著修服；聖衣是黑色那一部分

早期修會的修士和修女的工作服大多有一件圍裙，用於田園工作；這圍裙後來演變成修會制服的一部分。

## 聖母聖衣

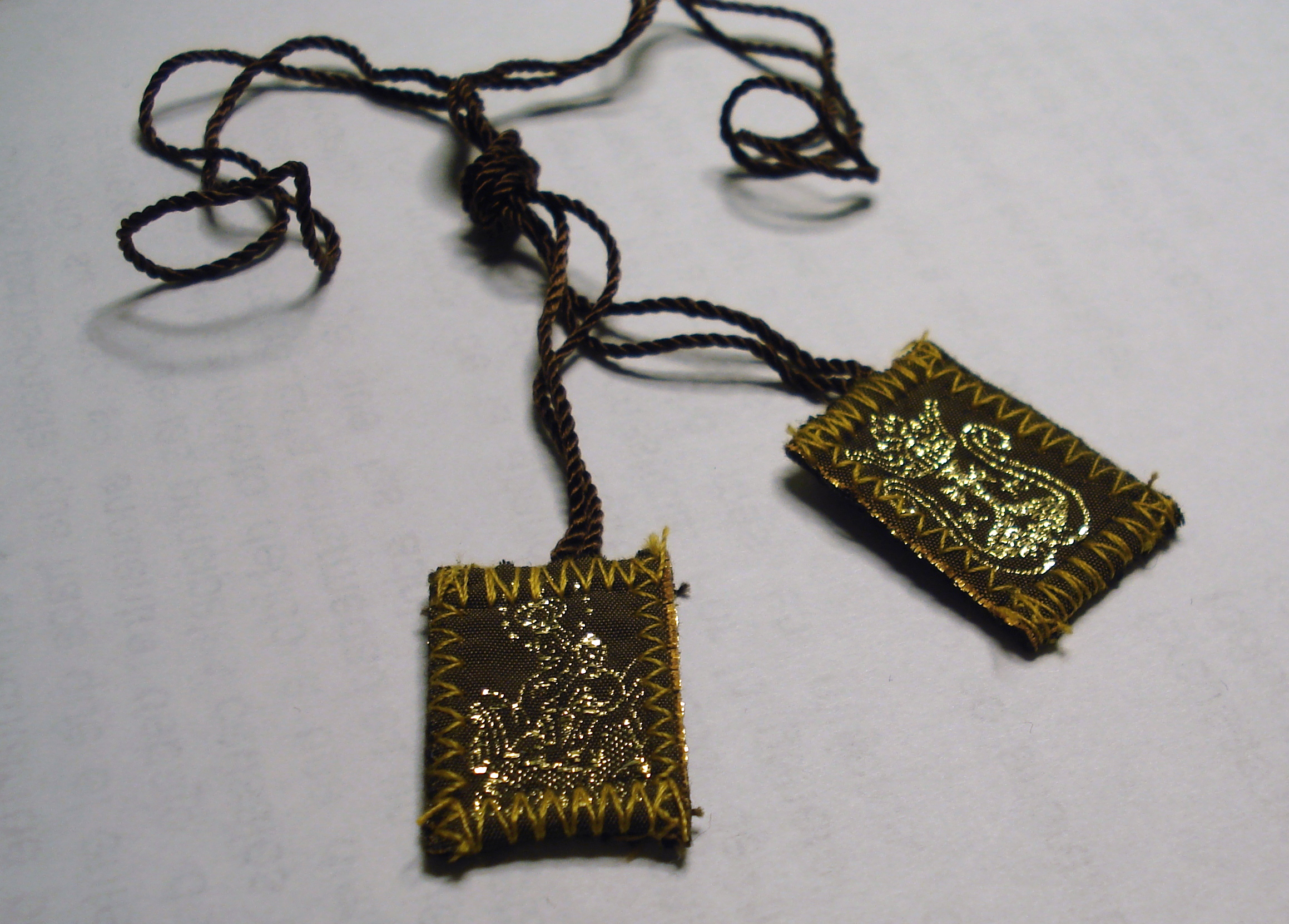
棕色嘉爾默羅聖母聖衣

「聖母聖衣」（拉丁文：Scapularium，英文：Scapular）是聖儀，是從修士服裝演變，給部分修會第三會會友（即贊助會員）所佩帶的長方形布塊，以便分享該修會的一些神恩；實際上乃是縮小了的隱修士服裝。最著名的，也是最早的聖母聖衣，是棕色嘉爾默羅聖母聖衣，由加爾默羅會派發。據說在公元1251年，在英國的加爾默羅會隱修院院長聖西滿思鐸神父和各會士日夕熱切祈禱。因此聖母特別顯現於聖西滿思鐸神父，頒授棕色的聖衣；並許諾：「凡佩戴而孝愛聖母的人，能得到善終，死後在煉獄，聖母要迅速救他升天堂」。因此，加爾默羅會也中譯"聖衣會"。
根據聖母聖衣堂網頁的解釋，聖母聖衣象徵聖母；對那些恭敬她，並奉她為特殊主保的人，會得到像慈母般的愛護。 
聖母聖衣是由兩小長方形布、用一對細索並連。佩帶時，細索各放在兩肩上，使胸前、背後有各一塊布。雖然棕色嘉爾默羅聖母聖衣是最廣爲人知，但其他修會也有他們的聖母聖衣，用不同顏色來區別；據天主教百科全書 （页面存档备份，存于），教廷認證十八種類的聖母聖衣，而五折聖母聖衣(Fivefold Scapular)便有棕（嘉爾默羅）、蓝、黑（聖母忠僕會）、白、和紅色（遣使會）。
常見的綠色聖母聖衣嚴格上不是聖母聖衣，而是一個與相似聖母聖衣的徽章，原名爲「聖母無玷聖心徽章」。

### 配戴聖衣須知
除了綠色聖母聖衣外，領受聖衣的心態並不如領受其他天主教的宗教物品一樣隨便。欲得到所有聖母聖衣的所有恩寵，任何人要從一位司鐸接受一個有效的授予儀式（不是單單祝聖便成），並要日夜在身佩帶聖衣、按各人的身份守好第六誡和第九誡、和每日唸聖母小日課（或在司鐸的允許下唸玫瑰經和其他善工來替代聖母小日課）。

### 綠色聖衣[3]
綠色聖衣是常見被配戴的聖衣之一。據傳1840年9月8日，聖母瑪利亞親自顯現給法國慈愛修會的Justine Bisqueyburu修女，聖衣其中一面是無玷聖母聖心（Immaculate Heart），另一面則是無玷聖母的畫像。聖母要求其以此聖衣為三種需求代禱，包括：未有信仰者、失落信德者（冷淡教友）和患重病的人。後教宗庇護九世於1863年和1870年兩度批准這項聖衣敬禮。領受聖衣的人必須每日誠心頌念：「聖母無玷聖心，求你為我們現在及臨終時，祈求主恩。」（環繞在無玷聖母聖心周圍的字樣）以作每日善工。如無法頌念亦可由贈與者代為頌念，以獲得聖母瑪利亞的助佑。而聖衣應當在贈與前找一名神父作一般祝聖，最佳為終日配戴（亦可置於受衣者的隨身物品之內，例如：枕頭、床頭及錢包等）。任何人但凡歸因於綠色聖衣的任何確切皈依或治癒，聖雲先慈愛女修會辦公室鼓勵其提供所有情況下的時間、地點和得到恩典之入的名字。 因為有關天主和聖母的榮耀，名稱不該託辭于謙卑作藉口而被保留。